# Tylecodon cordiformis
Tylecodon cordiformis ist eine Pflanzenart der Gattung Tylecodon in der Familie der Dickblattgewächse (Crassulaceae).

## Beschreibung
Tylecodon cordiformis wächst zwergig und wenig verzweigt mit einer länglichen und kugeligen Basis, deren graubraune Rinde sich abschält. Die Pflanzen werden bis 5 Zentimeter hoch und erreichen einen Durchmesser von 2 Zentimeter. Die kurzen und grauen Triebe werden 5 bis 45 Millimeter lang und 4 bis 8 Millimeter breit. Sie sind mit dreieckigen Phyllopodien versehen und mit winzigen Haaren besetzt. Es werden 2 bis 4 Blätter ausgebildet, die in endständigen Rosetten an fast aufrechten, bis 8 Millimeter langen Blattstielen stehen. Die glänzend dunkelgrünen Blattspreiten sind herzförmig ausgebildet und werden 5 bis 8 Millimeter lang und 7 bis 10 Millimeter breit. Sie sind dicht mit weißen aufrechten Haaren besetzt.
Der Blütenstand wird durch oben flache  und aufsteigende Thyrsen gebildet und wird bis 10 Millimeter hoch. Die rechteckigen Kelchblätter werden 2 Millimeter lang und 0,8 Millimeter breit und sind an der Spitze gerundet. Die röhrige und limonengrüne Kronröhre ist zum Schlund hin etwas erweitert und wird 10 Millimeter lang und 5 Millimeter breit. Sie ist dicht mit Haaren bedeckt. Die ausgebreiteten und später etwas zurückgebogenen Zipfel werden 4 Millimeter lang und 2,5 Millimeter breit. Die quer länglichen Nektarschüppchen sind ausgerandet und 0,5 Millimeter lang und 0,8 Millimeter breit.

## Systematik und Verbreitung
Tylecodon cordiformis ist in Südafrika in der Provinz Nordkap in der Sukkulenten-Karoo verbreitet. Die Erstbeschreibung erfolgte 1998 durch Graham Williamson.